# Sead Mahmutefendić
Sead Mahmutefendić, hrvaško-bosanskohercegovski književnik, romanopisec, pripovednik, esejist, kolumnist in literarni kritik, * 29. maj 1949, Sarajevo.
1. ↑  data.bnf.fr: platforma za odprte podatke — 2011.